# 柳沟水库
柳沟水库，位于中华人民共和国新疆维吾尔自治区塔城地区乌苏市中部，是一座大型灌注式平原水库，水源主要引蓄四棵树河、古尔图河来水以及截蓄附近的泉水。水库一期工程建成于1957年，二期扩建工程建成于1970年，总库容1.0152亿立方米，水库水域面积约15平方千米。大坝为均质土坝，主坝长1600米，最大坝高17.3米，坝顶宽5.5米；副坝长6000米，最大坝高8米。水库承担着新疆生产建设兵团第七师一二五团和乌苏市车排子镇农田的灌溉任务，并通过柳沟－奎屯水库调节渠向奎屯水库调水，灌溉车排子灌区。